# 고가 사토시
고가 사토시(일본어: 古賀 聡, 1970년 2월 12일 ~ )는 일본의 전 축구 선수이다.

## 구단 경력
1992년 J1리그의 가시마 앤틀러스에 입단했다. 1993년에 J1리그 준우승. 1997년 재팬 풋볼 리그의 브럼멜 센다이로 이적했다. 1998년 J1리그의 산프레체 히로시마로 이적했다. 1999년에 천황배 준우승. 2000년후 현역 은퇴.